# Moulin à laitier

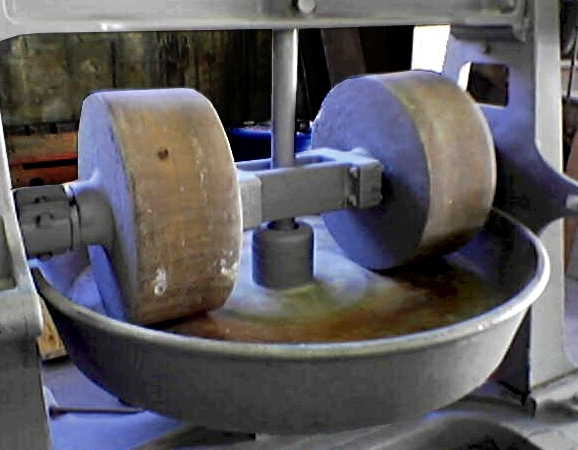
Pierres à moudre à la Manufacture de Sèvres

Un moulin à laitier est un moulin destiné au broyage des résidus et le laitier (scories de forges). La poudre obtenue est utilisée comme oxyde métallique dans les glaçures céramiques.

## Historique
Les moulins à laitier se développèrent dans les régions de production céramique. En 1742, six moulins à vent de la région de Delft étaient spécifiquement chargés de moudre les oxydes métalliques et les minéraux nécessaires à la fabrication des émaux colorés.
En Puisaye, les derniers moulins à laitier de la région de Treigny fonctionnèrent jusqu'au milieu du XXe siècle avant d'être démantelés.